# Журавли
Журавли (лат. Grus) — род птиц семейства настоящих журавлей, обитающих в Европе, Азии, Северной Америке и Австралии. Все виды так или иначе связаны с водными, главным образом, заболоченными территориями.

## Классификация

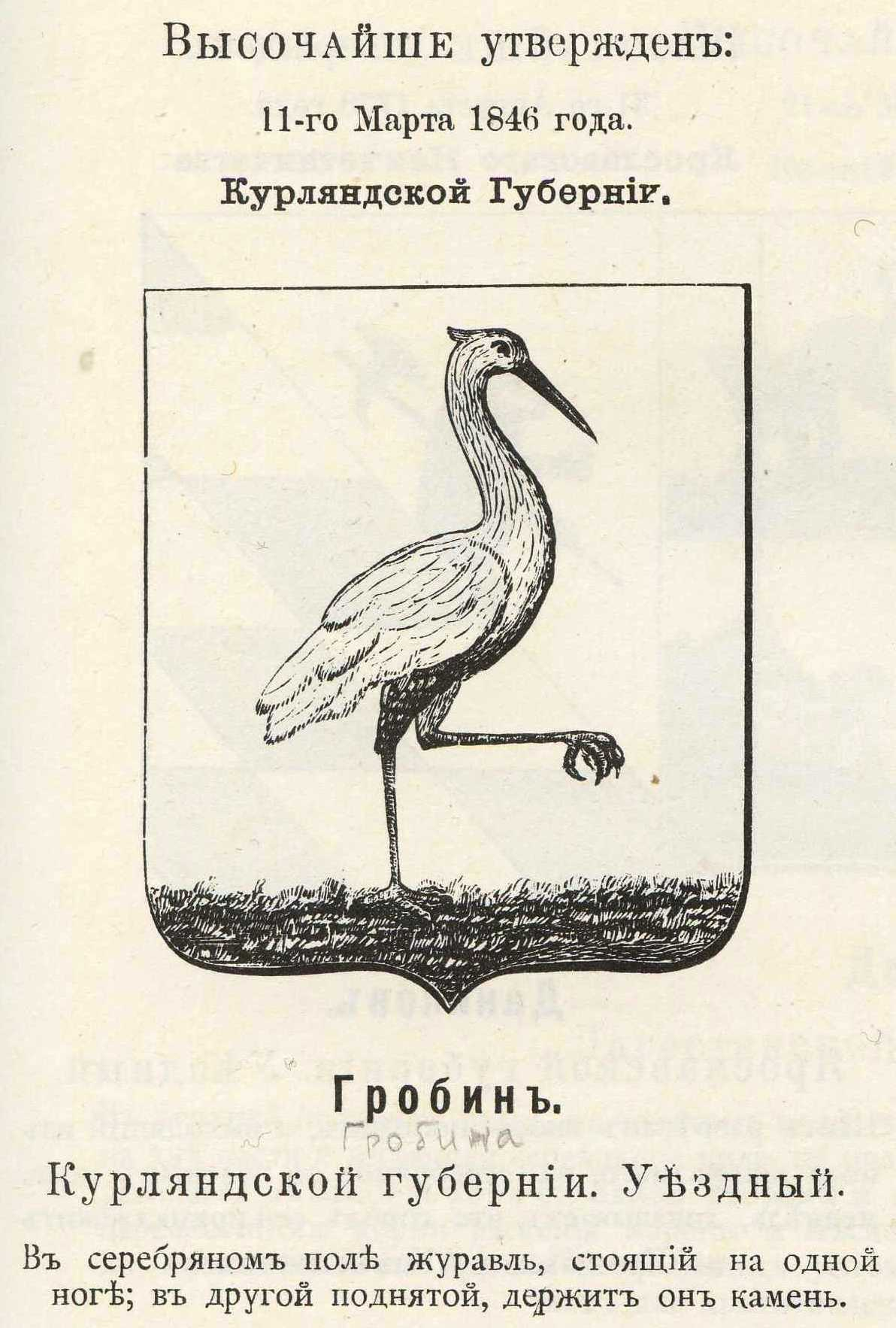
Журавль в гербе Гробина, 1846

Все виды настоящих журавлей орнитологами условно делятся на четыре группы. «Группа трёх» объединяет индийского, австралийского и даурского журавлей. Другая «группа пяти» включает в себя серого, американского, чёрного, черношейного и японского журавлей. Стерх и канадский журавль стоят особняком. Наибольшие отличия от других настоящих журавлей наблюдаются у стерха, и некоторые учёные полагают, что его следовало бы поместить в отдельный род Sarcogeranus. У канадского журавля проявляются черты как «группы трёх», так и «группы пяти», что позволяет предположить, что он является потомком обеих этих групп.

## Виды
международный союз орнитологов относит к роду 8 видов:
- Серёжчатый журавль (Grus carunculata)
- Райский журавль (Grus paradisea)
- Журавль-красавка (Grus virgo)
- Японский журавль (Grus japonensis)
- Американский журавль (Grus americana)
- Серый журавль (Grus grus)
- Чёрный журавль (Grus monacha)
- Черношейный журавль (Grus nigricollis)

Некоторые виды, ранее относимые к роду журавлей, были выделены в род Antigone:
- Индийский журавль (Antigone antigone)
- Канадский журавль (Antigone canadensis)
- Австралийский журавль (Antigone rubicunda)
- Даурский журавль (Antigone vipio)

## Прочее
Союз охраны птиц России объявил 2020 год годом журавлей.